# Lieber Brad
Lieber Brad ist ein Schweizer Fernsehfilm von Regisseur Lutz Konermann aus dem Jahr 2001. Der Film handelt vom Provinzleben der Hauptfigur Tina in einem Schweizer Grenzstädtchen am Rhein sowie vom Liebesleben ihrer grossen Schwester Babs und ihres Vaters Urs.

## Handlung
Tina lebt ihr ganz normales Leben, geprägt von Streitigkeiten mit ihrer Schwester und Sorgen um ihren alleinerziehenden Vater, der immer noch keine neue Freundin hat. Um ihre kleinen und grossen Sorgen loszuwerden, schreibt sie Briefe an ihr Idol Brad Pitt. Was Tina jedoch nicht weiss, ist, dass ihre «ach so brave» Schwester ein Verhältnis mit ihrem deutschen verheirateten Chef hat. Auch ihr Vater hat seit kurzem eine Freundin aus Kamerun, die dunkelhäutige Caroline. Zum alljährlichen Grossevent der Provinz, dem «Fischessen», kommen jedoch alle Affären und Romanzen ans Licht, und auch Tina macht ihre ersten Erfahrungen mit dem anderen Geschlecht.

## Rezeption
Die Programmzeitschrift prisma urteilte, der Film sei eine «Bestandsaufnahme des schweizerischen Provinz-Lebens» und «glänzend in Szene gesetzt». Der Film gewinne «noch zusätzlich an Authentizität», da das Schweizerdeutsch nicht synchronisiert, sondern deutsch untertitelt wurde. TV Spielfilm bemerkte, Lieber Brad sei eine «leichtfüssige Mundartkomödie mit subtilem Witz».

## Auszeichnungen
Alle drei Hauptdarsteller wurden beim Schweizer Filmpreis 2002 nominiert. Während Mathias Gnädinger das Nachsehen hatte, gewannen Andrea Guyer und Carol Schuler jeweils in der Kategorie Beste Darstellerin. Des Weiteren lief der Film im Wettbewerb des Fernsehfilmfestivals Baden-Baden.

## Drehorte
Hauptdrehorte waren in Laufenburg und Kaisten im Kanton Aargau in der Schweiz.